# Jean Piot
Jean Piot (Saint-Quentin, 1890. május 10. – La Sauvetat, 1961. december 15.) olimpiai és világbajnok francia vívó, Maurice Piot olimpiai bronzérmes kardvívó nagybátyja.

## Sportpályafutása
Mindhárom fegyvernemben versenyzett, de nemzetközileg is jelentős eredményeit tőr- és párbajtőrvívásban érte el.